# Zambrów

Zambróws vapen.

Zambrów är en stad i Podlasiens vojvodskap i nordöstra Polen. Zambrów, som för första gången omnämns i ett dokument från år 1283, hade 22 585 invånare år 2013.